# Giovani donne nel palco
Giovani donne nel palco è un dipinto a olio su tela (80x64 cm) realizzato nel 1882 dalla pittrice Mary Cassatt.
È conservato nella National Gallery di Washington.
Il dipinto ritrae Geneviève Mallarmé (sulla destra), figlia del poeta simbolista Stéphane Mallarmé, in compagnia di Mary Eleison (a sinistra), un'amica statunitense, mentre siedono in un palco di un teatro parigino.
I colori sono chiari e luminosi e richiamano l'interno del teatro stesso: quasi sicuramente il dipinto non è stato fatto in loco ma in studio. Geneviève è raffigurata con un bouquet fiorito in mano, mentre Mary ha un grande ventaglio che le copre parte del viso e il décolleté.
Come in altri quadri impressionisti, il pubblico teatrale è spesso soggetto delle raffigurazioni pittoriche: anche la Cassatt vi dedicò diversi lavori.